# Ancien 5e arrondissement de Paris
Pour les articles homonymes, voir 5e arrondissement de Paris et 5e arrondissement.
On désigne par ancien 5e arrondissement de Paris le cinquième des douze arrondissements de Paris créés en 1795 et ayant existé jusqu'en 1860, année de l'agrandissement de Paris et de la réorganisation en vingt arrondissements, par la loi du 16 juin 1859.

## Délimitation
Le 5e arrondissement, d'une superficie de 215 ha, était composé de deux sections contiguës mais non continues, simplement jointes par leurs sommets situé à la porte Saint-Denis. Il était délimité par les murs de la ville au nord et à l'est (limite avec les communes de La Chapelle et La Villette), le 3e arrondissement à l'ouest et les 4e et 6e au sud :
- Partie Nord
  - rue du Faubourg-Saint-Denis
  - barrière Saint-Denis (aussi nommée « barrière de la Chapelle », voir no 33)
  - chemin de ronde Saint-Denis (actuels boulevards de la Chapelle et de La Villette)
  - barrière de la Villette (voir no 35)
  - barrière du Combat (actuelle place du Colonel-Fabien, voir no 38)
  - barrière de Belleville (voir no 40)
  - rue du Faubourg-du-Temple
  - rue de Bondy (actuelle rue René-Boulanger)
  - boulevard Saint-Martin
  - boulevard Saint-Denis

- Partie Sud
  - rue Saint-Denis
  - rue Rambuteau
  - rue Mondétour
  - rue des Petits-Piliers-des-Halles (voie aujourd'hui disparue, en pan coupé entre la rue Rambuteau et la rue Mondétour)

Plan des 12 arrondissements de Paris entre 1795 et 1849 avec les 48 quartiers

  - rue Montorgueil
  - rue du Petit-Carreau
  - rue Poissonnière
  - boulevard de Bonne-Nouvelle

## Historique
Le 5e arrondissement, initialement dénommé « cinquième municipalité », est issu du regroupement de quatre des 48 sections créées en 1790 : Bonne-Nouvelle, Faubourg-du-Nord, Bon-Conseil et Bondy.

## Quartiers
De 1811 à 1849
De 1811 à 1849, le 5e arrondissement était divisé en 4 quartiers :
1. quartier de Bonne-Nouvelle[note 1]
2. quartier du Faubourg-Saint-Denis[note 2]
3. quartier Montorgueil[note 3]
4. quartier de la Porte-Saint-Martin ou quartier du Faubourg-Saint-Martin[note 4]

De 1850 à 1860
De 1850 à 1860, le 5e arrondissement est divisé en cinq quartiers :
1. quartier Saint-Sauveur
2. quartier de Bonne-Nouvelle
3. quartier Saint-Laurent
4. quartier du Faubourg-Saint-Martin
5. quartier de la Douane

Petit atlas pittoresque

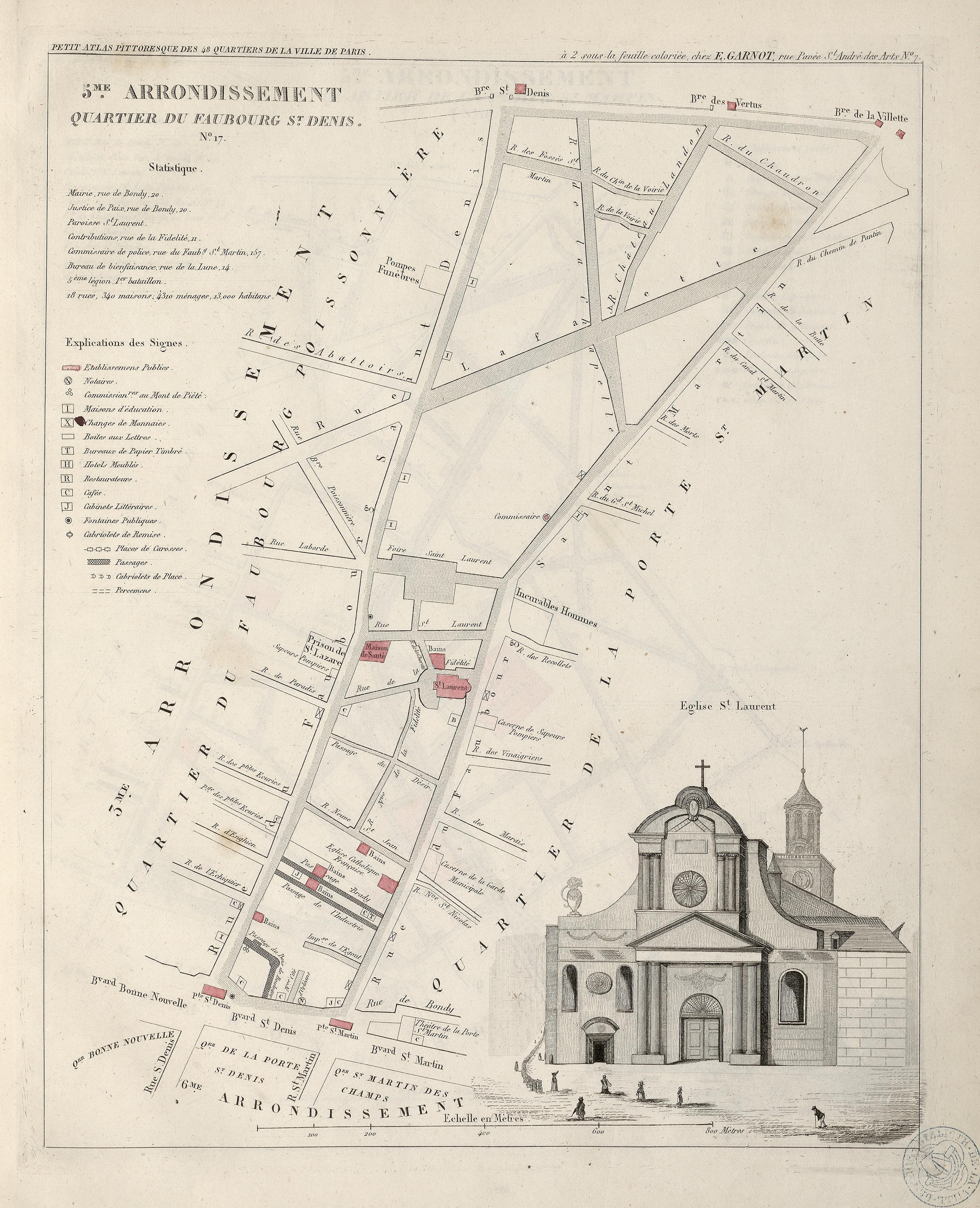
Le quartier du Faubourg-Saint-Denis avant 1849
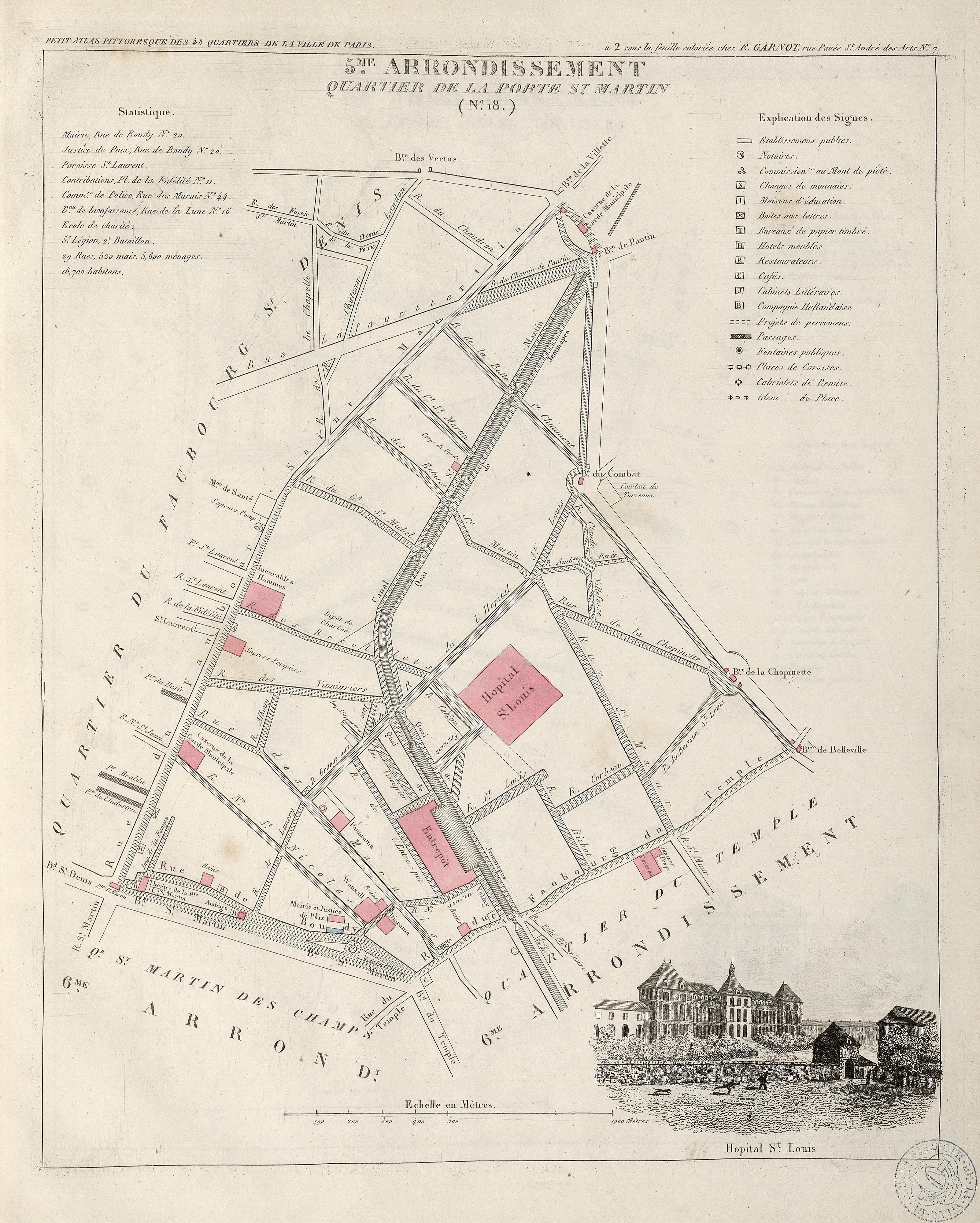
Le quartier de la Porte-Saint-Martin avant 1849
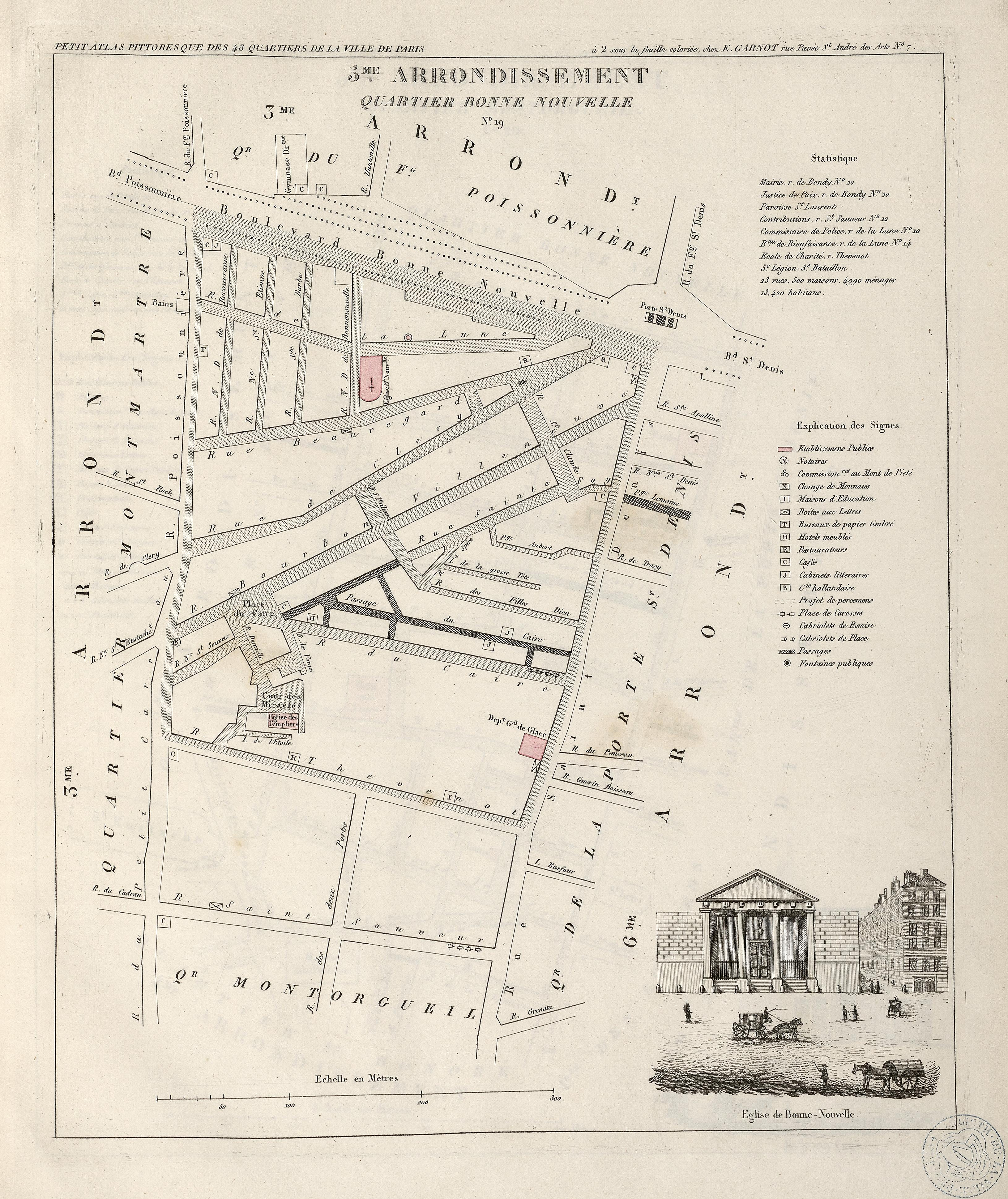
Le quartier Bonne-Nouvelle avant 1849
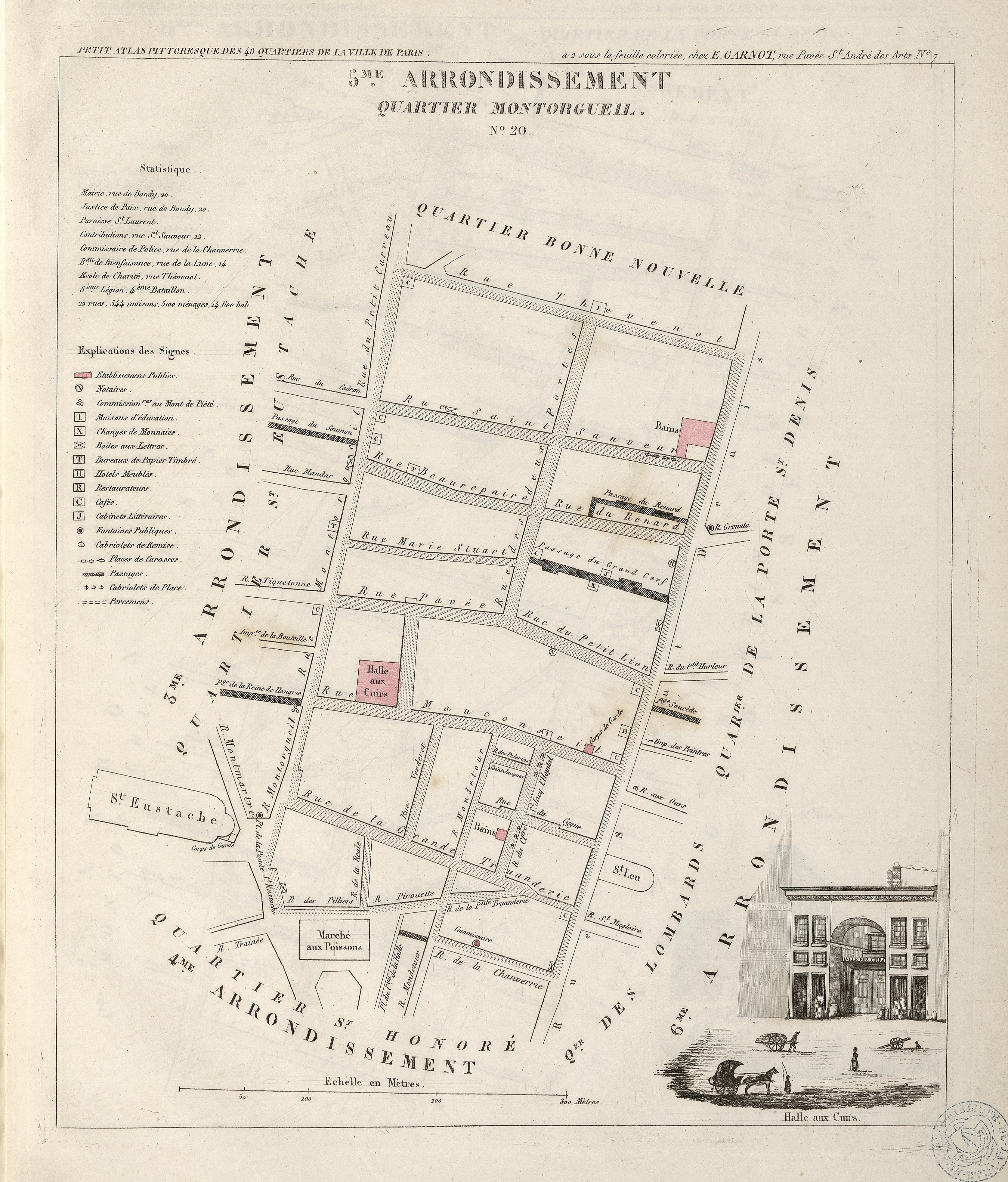
Le quartier Montorgueil avant 1849

## Administration
La mairie se situait au 119 faubourg Martin, dans le presbytère de l'église Saint-Laurent, renommée Temple de l'Hymen et de la Fidélité, puis Temple de la Vieillesse à partir de 1798.
Lorsque l'église fut rendue au culte, la municipalité déménagea en 1801 au 30 rue de Bondy (aujourd'hui 44 rue René-Boulanger), propriété d'un certain Blondel. Mais jugée trop petite, la mairie s'installa en 1811 au no 2 de la rue de la Grange-aux-Belles (sur la partie rattachée depuis à la rue de Lancry) qu'elle occupa jusqu'en 1824.
De 1824 à 1832, la municipalité de l'arrondissement occupa un immeuble situé au no 20 de la rue Thévenot, démoli lors du prolongement de la rue Réaumur, puis vint à nouveau s'installer dans la rue de Bondy, dans un édifice loué sur l'actuel 26 rue René-Boulanger.
Sur l'emplacement d'une caserne créée en 1819 et incendiée en 1848, on construisit un édifice au 72-76 de la rue du Faubourg-Saint-Martin pour y accueillir dès 1850 la mairie de l'arrondissement. L'immeuble devint en 1860 celui du nouveau 10e arrondissement.

### Maires du5earrondissement
| Période | Identité                          |
| ------- | --------------------------------- |
| 1795    | M. Comynet                        |
| 1799    | Charles-Paul Guébert              |
| 1800    | Jean-Pierre de La Fresnaye        |
| 1801    | Louis-Victor Moreau,              |
| 1808    | Louis-Denis Péan de Saint-Gilles, |
| 1815    | Charles Athanase Walckenaer       |
| 1816    | Antoine-Joseph Hutteau-d'Origny   |
| 1826    | François Jousselin                |
| 1830    | Éléonor Germer Bourgeois,         |
| 1834    | Louis Pierre d'Hubert,            |
| 1840    | M. Griolet                        |
| 1843    | Antoine Vée,                      |
| 1849    | Charles Lecomte,                  |
| 1851    | Benoît Delore (banquier)          |

## Démographie
| 1793 | 1800   | 1806 | 1816   | 1821 | 1831   |
| ---- | ------ | ---- | ------ | ---- | ------ |
| -    | 41 489 | -    | 56 871 | -    | 67 756 |

| 1836   | 1841   | 1846   | 1851   | 1856    | - |
| ------ | ------ | ------ | ------ | ------- | - |
| 82 234 | 84 831 | 96 628 | 97 208 | 109 099 | - |

## Évolution

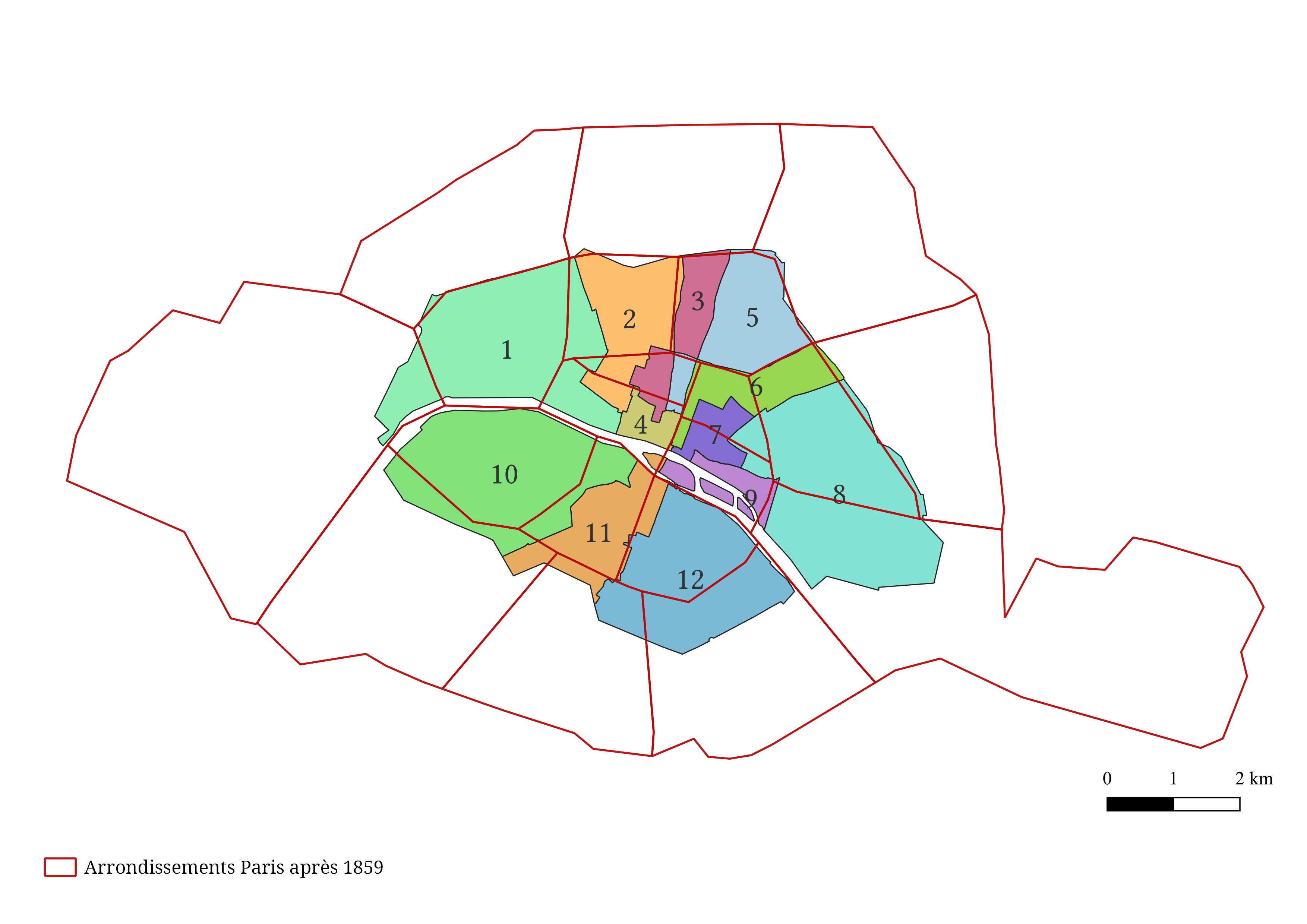
Superposition des anciens arrondissements avec les nouveaux d'après 1859 (en rouge).

En 1860, le cinquième arrondissement ancien disparaît dans le cadre de l'agrandissement de Paris et de son découpage en vingt nouveaux arrondissements, en application de la loi du 16 juin 1859. Les quartiers Saint-Sauveur et de Bonne-Nouvelle sont intégrés au nouveau 2e arrondissement, ceux de Saint-Laurent (ex Faubourg Saint-Denis), du Faubourg Saint-Martin (ex Porte Saint-Martin) et de la Douane au 10e.